# 김건우 (1990년)
김건우(金建佑, 1990년 4월 6일 ~ )는 전 KBO 리그 NC 다이노스의 투수이다.

## 학력
- 대구칠성초등학교
- 경복중학교
- 대구고등학교
- 성균관대학교